# DW Stadium

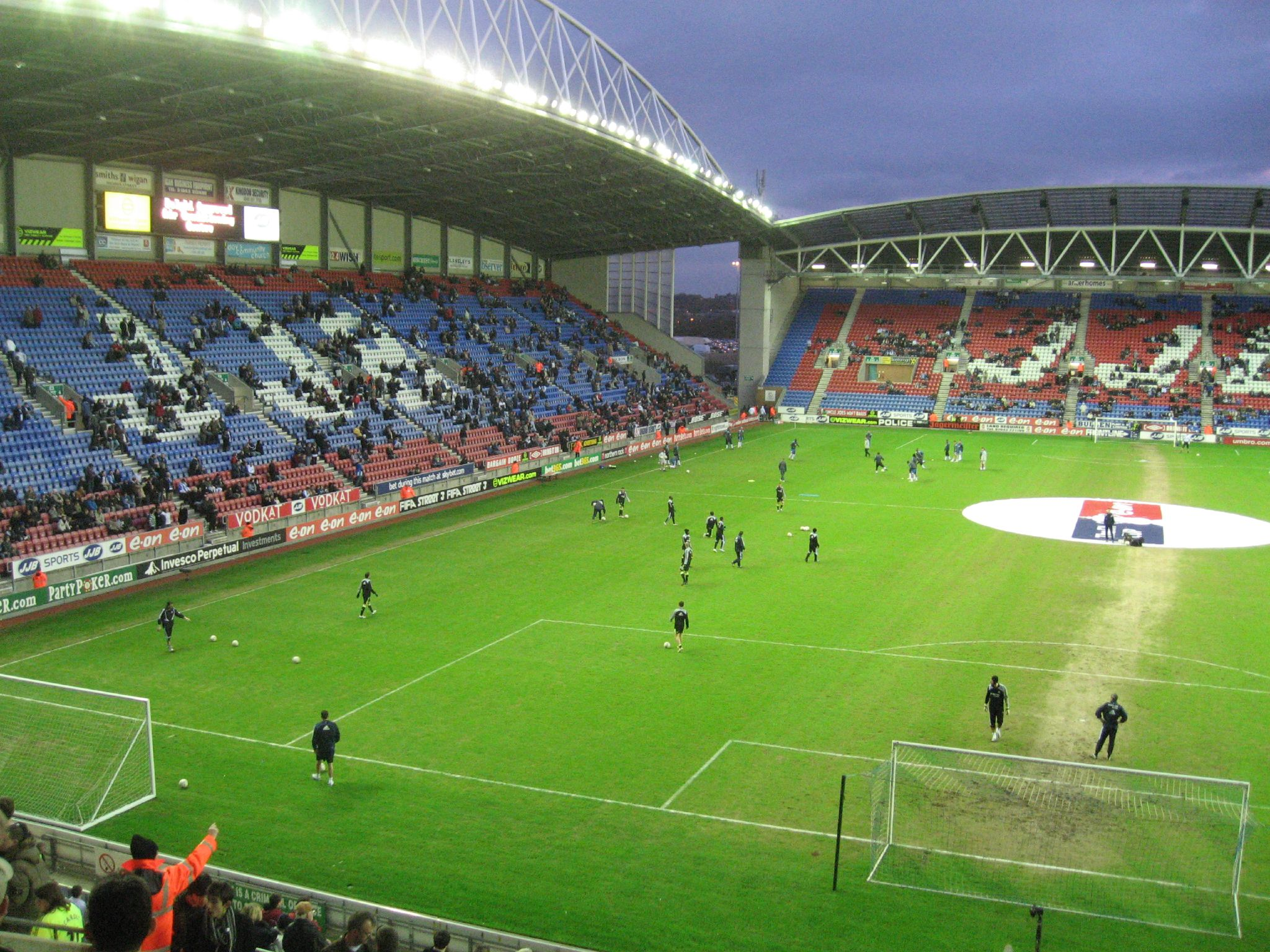
DW Stadium.

DW Stadium är en fotbolls- och rugbyarena i Wigan nära Manchester i England. Arenan är hemmaarena för Wigan Athletic och Wigan Warriors.
DW Stadium stod färdig 1999, och den officiella invigningen av arenan den 4 augusti leddes av Manchester Uniteds tränare Sir Alex Ferguson.
Fram till augusti 2009 hette arenan JJB Stadium, men bytte namn på grund av att företaget JJB ändrade sitt företagsnamn till DW.
Arenans totala kapacitet är 25 138 endast sittande åskådare. Planens mått är 105x68 meter.